# Ildefonse-René Dordillon
Ildefonse-René Dordillon SSCC (ur. 14 października 1808 w Sainte-Maure-de-Touraine we Francji, zm. 11 stycznia 1888 w Taiohae) – francuski duchowny rzymskokatolicki, sercanin biały, misjonarz, wikariusz apostolski Markizów.

## Życiorys
W 1832 został prezbiterem. W 1836 wstąpił do Zgromadzenia Najświętszych Serc Jezusa i Maryi oraz Wieczystej Adoracji Najświętszego Sakramentu Ołtarza, gdzie w 1837 złożył śluby zakonne. 23 stycznia 1845 przybył na Markizy. Był kuzynem wikariusza apostolskiego Markizów Josepha François-de-Paula Baudichona.
7 grudnia 1855 papież Pius IX mianował go wikariuszem apostolskim Markizów oraz biskupem tytularnym Cambysopolis. 8 lutego 1857 w kościele Świętego Zbawiciela w Valparaíso (Chile) przyjął sakrę biskupią z rąk arcybiskupa Santiago de Chile Rafaela Valentína Valdivieso y Zañartu.
Jako ojciec soborowy wziął udział w soborze watykańskim I. Opisał gramatykę języka markiskiego i stworzył słownik francusko-markiski
Zmarł 11 stycznia 1888. Upamiętniono go na znaczku pocztowym Polinezji Francuskiej o nominale 95 franków wprowadzonym do obiegu 9 grudnia 1987.